# مسيح زاهدي
مسيح زاهدي (بالفارسية: مسیح زاهدی) هو لاعب كرة قدم إيراني في مركز الدفاع، ولد في 12 يناير 1993 في كرج في إيران. لعب مع نادي بيكان ونادي سايبا.

## وصلات خارجية
- مسيح زاهدي على موقع قاعدة بيانات كرة القدم.إي يو (الإنجليزية)
- مسيح زاهدي على موقع Soccerway.com (الإنجليزية)